# Anolis barbouri
Anolis barbouri este o specie de șopârle din genul Anolis, familia Polychrotidae, descrisă de Schmidt 1919. Conform Catalogue of Life specia Anolis barbouri nu are subspecii cunoscute.